# Colonia Ignacio Zaragoza
Colonia Ignacio Zaragoza är en ort i Mexiko.   Den ligger i kommunen Xalapa och delstaten Veracruz, i den sydöstra delen av landet, 240 km öster om huvudstaden Mexico City. Colonia Ignacio Zaragoza ligger 1 319 meter över havet och antalet invånare är 294.
Terrängen runt Colonia Ignacio Zaragoza är huvudsakligen kuperad, men åt sydväst är den platt. Terrängen runt Colonia Ignacio Zaragoza sluttar österut. Runt Colonia Ignacio Zaragoza är det mycket tätbefolkat, med 3 369 invånare per kvadratkilometer. Närmaste större samhälle är Xalapa, 5,2 km sydväst om Colonia Ignacio Zaragoza. I omgivningarna runt Colonia Ignacio Zaragoza växer huvudsakligen savannskog.